# Panysinus semiermis
Panysinus semiermis là một loài nhện trong họ Salticidae.
Loài này thuộc chi Panysinus. Panysinus semiermis được Eugène Simon miêu tả năm 1902.